# Michael Holmqvist
Rolf Anders Michael Holmqvist Pedersen (* 8. Juni 1979 in Stockholm) ist ein ehemaliger schwedischer Eishockeyspieler und heutiger -trainer, der zuletzt bis 2015 bei Djurgårdens IF in der schwedischen Svenska Hockeyligan unter Vertrag stand. Sein jüngerer Bruder Andreas Holmqvist ist ebenfalls professioneller Eishockeyspieler. Seit November 2023 ist er Cheftrainer von Djurgårdens IF.

## Karriere

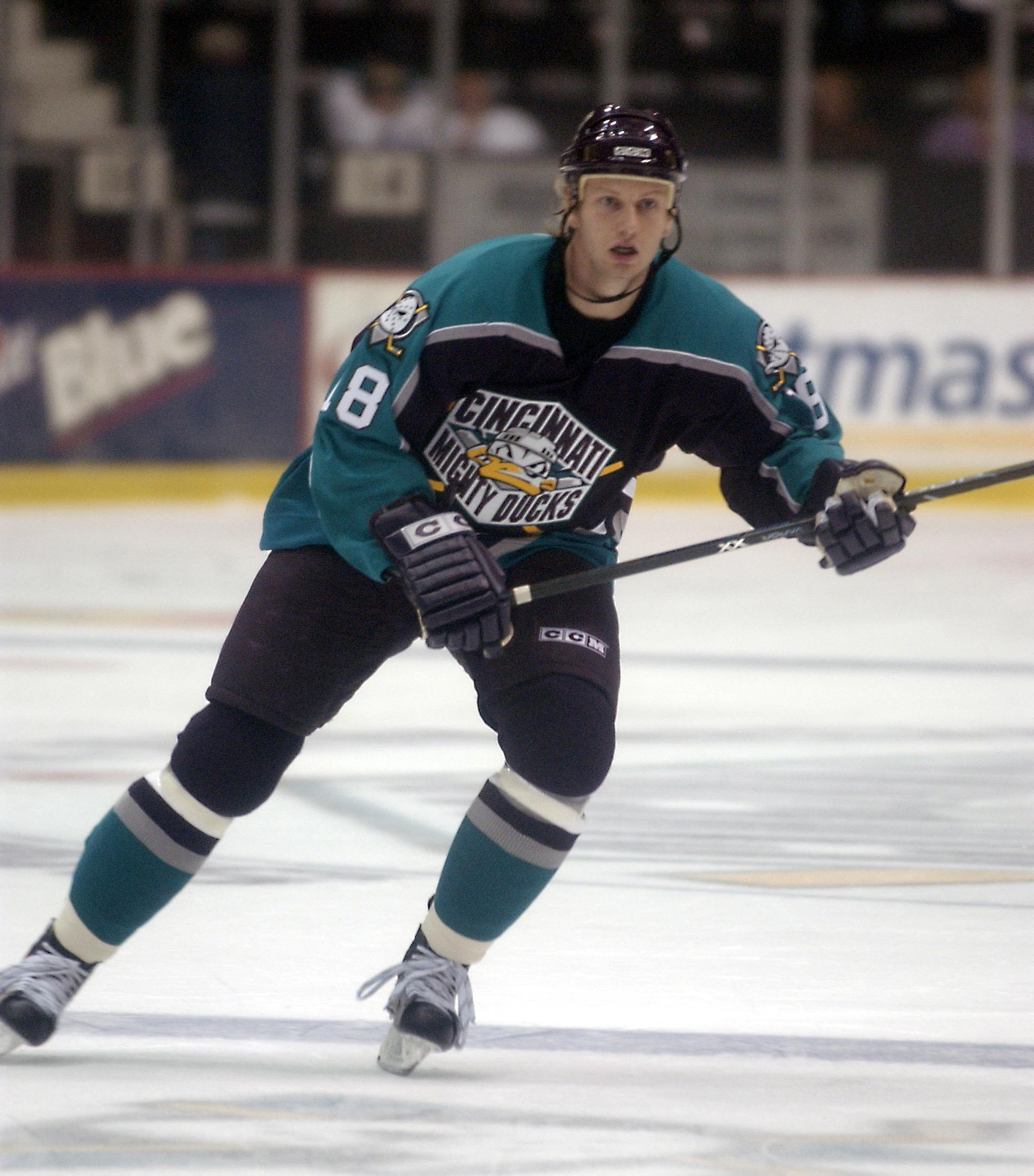
Michael Holmqvist (2004)

Michael Holmqvist begann seine Karriere als Eishockeyspieler in der Saison 1996/97 in seiner Heimatstadt Stockholm bei Djurgårdens IF, wo er in neun Partien auflief und punkt- und straflos blieb. Während des NHL Entry Draft 1997 wurde er in der ersten Runde an 18. Position von den Mighty Ducks of Anaheim ausgewählt. Holmqvist lief die folgenden zwei Spielzeiten für den Färjestad BK auf. In 56 Partien gelangen ihm nur fünf Punkte, weshalb sein Vertrag nicht verlängert wurde und er im Anschluss nach Finnland wechselte. Der Angreifer unterschrieb bei TPS Turku in der SM-liiga. Er spielte vier Jahre für die Finnen, bei denen er sich fast kontinuierlich steigern konnte. Während Michael Holmqvist in der Saison 1999/2000 in 54 Partien 15 Scorerpunkte gelangen, erzielte er in der Spielzeit 2002/03 in 56 Partien insgesamt 40 Punkte.
In der darauffolgenden Saison nahmen ihn die Mighty Ducks of Anaheim unter Vertrag. Er absolvierte 21 NHL-Partien für die Ducks, in denen er zwei Tore erzielte. Noch in derselben Saison wurde Holmqvist jedoch ins damalige Farmteam der Ducks, die Cincinnati Mighty Ducks, abgeschoben. Dort zeigte er wieder konstante Leistungen und trug auch zum Erfolg des Teams bei. Am 30. Juli 2005 transferierten die Ducks Holmqvist im Austausch für Travis Moen zu den Chicago Blackhawks. In Chicago gehörte er während seiner zweijährigen Tätigkeit zum Stammkader der Blackhawks, bei denen er insgesamt 135 Partien absolvierte und 33 Scorerpunkte sammelte.
Zur Spielzeit 2007/08 kehrte er wieder nach Schweden zurück und unterschrieb beim Frölunda HC. Er bestritt 53 Partien und erreichte 17 Punkte, bevor er zur Spielzeit 2008/09 zu Djurgårdens IF, dem er schon von 1996 bis 1997 angehört hatte, transferiert wurde. Auch bei Djurgården gehörte Michael Holmqvist zum Stammkader des Teams. Im April 2010 unterzeichnete er einen Kontrakt beim Linköpings HC und absolvierte dort zwei Spielzeiten, bevor er zur Saison 2012/13 zu Djurgårdens IF zurückkehrte und dort anschließend als Assistenzkapitän fungierte. Im Anschluss an die Saison 2013/14 stieg er mit der Mannschaft in die Svenska Hockeyligan auf. Im Oktober 2015 beendete Holmqvist seine aktive Profikarriere.

## Erfolge und Auszeichnungen
- 1998 Schwedischer Meister mit Färjestad BK
- 2000 Dritter Platz in der European Hockey League mit TPS Turku
- 2000 Finnischer Meister mit TPS Turku
- 2001 Finnischer Meister mit TPS Turku
- 2005 AHL All-Star Classic